# Hooglandfeetiran
De hooglandfeetiran (Empidonax  difficilis occidentalis) is een zangvogel uit de familie Tyrannidae (tirannen). De vogel lijkt op een Europese vliegenvanger. Het is een trekvogel die broedt in de berggebieden van westelijk Noord-Amerika en in de winter naar Mexico trekt.

## Taxonomie
De wetenschappelijke naam van de ondersoort is voor het eerst geldig gepubliceerd in 1897 door de Amerikaanse vogelkundige Edward William Nelson. Op grond van diverse verwantschapsonderzoeken gepubliceerd tussen 2009 en 2023 is de, aanvankelijk als aparte soort beschouwde, hooglandfeetiran weer als ondersoort binnen het taxon E. difficilis opgenomen. Het bleek dat de twee soorten op grote schaal bastaarden vormen.

## Kenmerken
De vogel is 13 tot 17 cm lang. Volwassen vogels hebben een grijze olijfgroene rug, donkerder op de vleugels en staart, met een gelige buik; Ze hebben een witte oogring, twee witte vleugelstrepen en een vrij korte staart.

## Verspreiding en leefgebied
Er zijn twee hooglandondersoorten:
- E. d. hellmayri: van ZW-Canada tot N-Mexico.
- E. d. occidentalis: C- en Z-Mexico

De broedgebieden liggen binnen de zone van natuurlijk bos in de gematigde klimaatzone in berggebieden op 1000 tot 3500 meter boven zeeniveau, de overwinteringsgebieden liggen in tropisch en subtropisch bos.